# Геологическа топографска служба на САЩ
Геологическият топографски институт на САЩ (на английски: United States Geological Survey, USGS) е научна агенция на американското правителство. Тя се занимава с фундаментални изследвания и не притежава регулационни задължения.
Учените на USGS изучават релефа на САЩ, техните природни ресурси, както и природните бедствия които застрашават страната. Организацията е разделена на 4 основни клона, които се занимават с биология, география, геология и хидрология.
Агенцията е основната цивилна картографска агенция в САЩ и е най-известна в топографските си карти в мащаб 1:24000. Тя управлява също така Националния център по земетресенията на САЩ, намиращ се в Голдън, щата Колорадо, както и Националната програма по геомагнетизъм на САЩ. През 2005 г. агенцията работи усилено по създаване на Национална система за ранно предупреждение за вулканична опасност, който ще наблюдава 169-те вулкана на територията на САЩ.
Агенцията управлява 17 научноизследователски института. Мотото на агенцията е „Наука за един променящ се свят“ („science for a changing world“).